# Ханкок (округ, Огайо)
Округ Ханкок (англ. Hancock County) располагается в штате Огайо, США. Официально образован 1 марта 1828 года. По состоянию на 2010 год, численность населения составляла 74 782 человека.

## География
По данным Бюро переписи США, общая площадь округа равняется 1 382,181 км2, из которых 1 376,224 км2 суша и 5,957 км2 или 0,430 % это водоёмы.

## Население
По данным переписи населения 2000 года в округе проживает 71 295 жителей в составе 27 898 домашних хозяйств и 19 138 семей. Плотность населения составляет 52,00 человека на км2. На территории округа насчитывается 29 785 жилых строений, при плотности застройки около 22,00-х строений на км2. Расовый состав населения: белые — 95,14 %, афроамериканцы — 1,11 %, коренные американцы (индейцы) — 0,18 %, азиаты — 1,22 %, гавайцы — 0,02 %, представители других рас — 1,22 %, представители двух или более рас — 1,12 %. Испаноязычные составляли 3,07 % населения независимо от расы.
В составе 32,60 % из общего числа домашних хозяйств проживают дети в возрасте до 18 лет, 56,40 % домашних хозяйств представляют собой супружеские пары проживающие вместе, 8,70 % домашних хозяйств представляют собой одиноких женщин без супруга, 31,40 % домашних хозяйств не имеют отношения к семьям, 26,00 % домашних хозяйств состоят из одного человека, 9,80 % домашних хозяйств состоят из престарелых (65 лет и старше), проживающих в одиночестве. Средний размер домашнего хозяйства составляет 2,49 человека, и средний размер семьи 3,01 человека.
Возрастной состав округа: 25,70 % моложе 18 лет, 9,70 % от 18 до 24, 28,70 % от 25 до 44, 22,60 % от 45 до 64 и 22,60 % от 65 и старше. Средний возраст жителя округа 36 лет. На каждые 100 женщин приходится 94,30 мужчин. На каждые 100 женщин старше 18 лет приходится 91,20 мужчин.
Средний доход на домохозяйство в округе составлял 43 856 USD, на семью — 51 490 USD. Среднестатистический заработок мужчины был 37 139 USD против 24 374 USD для женщины. Доход на душу населения составлял 20 991 USD. Около 5,20 % семей и 7,50 % общего населения находились ниже черты бедности, в том числе — 8,80 % молодежи (тех, кому ещё не исполнилось 18 лет) и 6,10 % тех, кому было уже больше 65 лет.